# Indy Racing League 1996/1997
Die Indy Racing League 1996/97 war die zweite Saison der US-amerikanischen Indy Racing League und die 76. Meisterschaftssaison im US-amerikanischen Formelsport. Sie begann am 18. August 1996 in Loudon und endete am 11. Oktober 1997 in Las Vegas. Den Titel sicherte sich Tony Stewart.

## Rennergebnisse

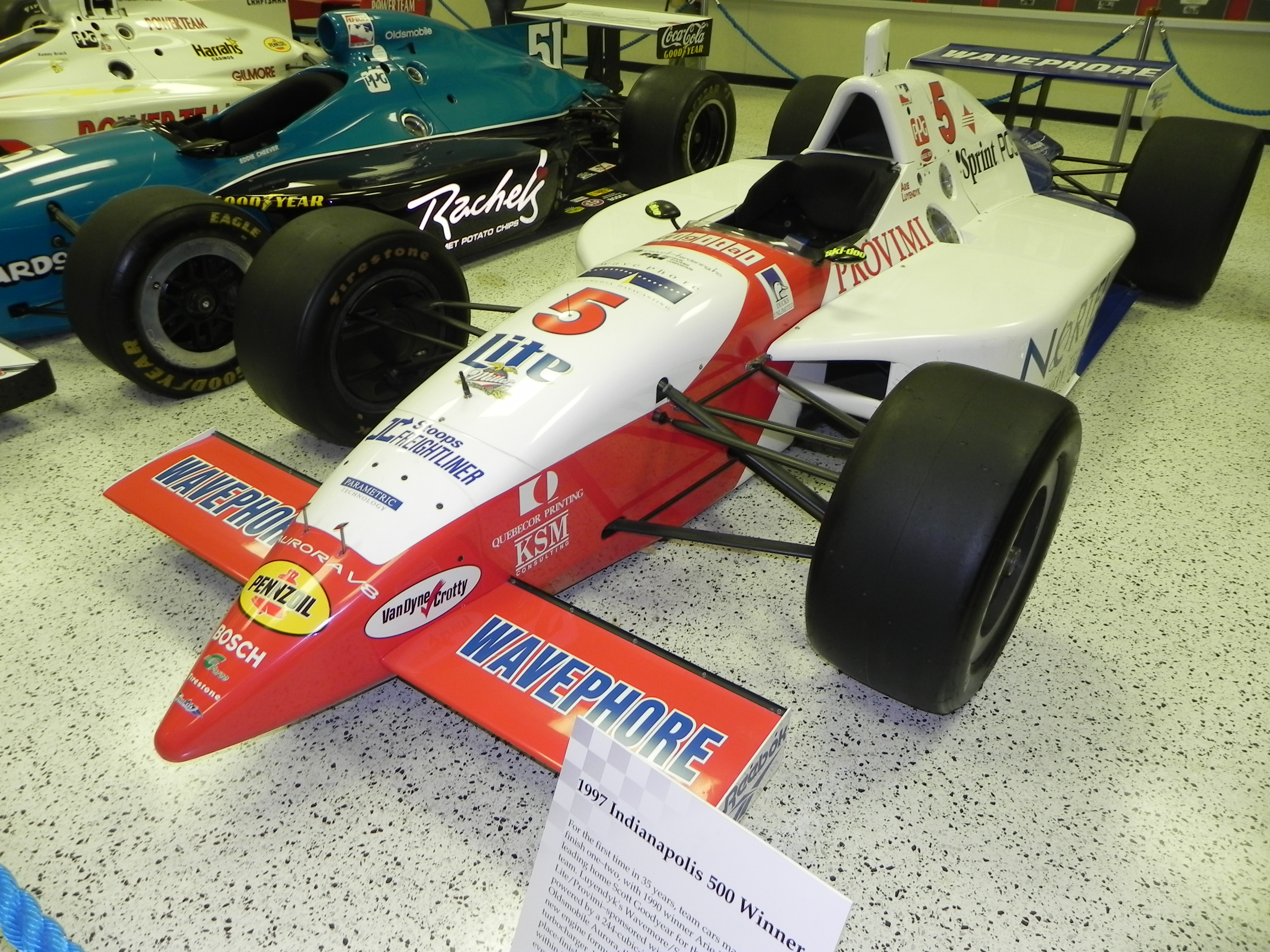
Ab dem Jahr 1997 wurde mit speziell für die IRL gefertigte Wagen gefahren

| Nr. | Datum              | Veranstaltung (Rennstrecke)               | Distanz (Meilen) | Sieger         | Team                   | Pole-Position |
| --- | ------------------ | ----------------------------------------- | ---------------- | -------------- | ---------------------- | ------------- |
| 1   | 18. August 1996    | True Value 200 (Loudon)                   | 211,6            | Scott Sharp    | A. J. Foyt Enterprises | Richie Hearn  |
| 2   | 15. September 1996 | Las Vegas 500K (Las Vegas)                | 300              | Richie Hearn   | Della Penna            | Arie Luyendyk |
| 3   | 25. Januar 1997    | Indy 200 (Orlando)                        | 149              | Eddie Cheever  | Team Cheever           | Tony Stewart  |
| 4   | 23. März 1997      | Phoenix 200 (Phoenix)                     | 200              | Jim Guthrie    | Blueprint Racing       | Tony Stewart  |
| 5   | 27. Mai 1997       | Indianapolis 500-Mile Race (Indianapolis) | 500              | Arie Luyendyk  | Treadway Racing        | Arie Luyendyk |
| 6   | 7. Juni 1997       | True Value 500 (Fort Worth)               | 312              | Arie Luyendyk  | Treadway Racing        | Tony Stewart  |
| 7   | 29. Juni 1997      | Samsonite 200 (Pikes Peak)                | 200              | Tony Stewart   | Team Menard            | Scott Sharp   |
| 8   | 26. Juli 1997      | VisionAire 500 (Charlotte)                | 312              | Buddy Lazier   | Hemelgarn Racing       | Tony Stewart  |
| 9   | 17. August 1997    | Pennzoil 200 (Loudon)                     | 211,6            | Robbie Buhl    | Team Menard            | Marco Greco   |
| 10  | 11. Oktober 1997   | Las Vegas 500K (Las Vegas)                | 312              | Eliseo Salazar | Team Scandia           | Billy Boat    |

## Endstand

### Fahrer
| Pl. | Fahrer           | Punkte |
| --- | ---------------- | ------ |
| 1.  | Tony Stewart     | 278    |
| 2.  | Davey Hamilton   | 272    |
| 3.  | Eddie Cheever    | 230    |
| 3.  | Marco Greco      | 230    |
| 5.  | Scott Goodyear   | 226    |
| 6.  | Arie Luyendyk    | 223    |
| 7.  | Roberto Guerrero | 221    |
| 8.  | Buddy Lazier     | 209    |
| 9.  | Eliseo Salazar   | 208    |
| 10. | Buzz Calkins     | 204    |
| 11. | Stéphan Grégoire | 192    |
| 12. | Jim Guthrie      | 186    |
| 13. | Robbie Buhl      | 170    |
| 14. | Mike Groff       | 169    |
| 15. | John Paul Jr.    | 163    |
| 16. | Affonso Giaffone | 159    |
| 17. | Mark Dismore     | 158    |
| 18. | Billy Boat       | 151    |

| Pl. | Fahrer                 | Punkte |
| --- | ---------------------- | ------ |
| 19. | Kenny Bräck            | 139    |
| 20. | Robbie Groff           | 135    |
| 21. | Vincenzo Sospiri       | 134    |
| 22. | Scott Sharp            | 119    |
| 23. | Jack Miller            | 114    |
| 24. | Johnny Unser           | 107    |
| 25. | Tyce Carlson           | 84     |
| 26. | Firmin Velez           | 82     |
| 27. | Jimmy Kite             | 76     |
| 27. | Sam Schmidt            | 76     |
| 29. | Greg Ray               | 73     |
| 30. | Jeff Ward              | 69     |
| 31. | Stan Wattles           | 63     |
| 32. | Michele Alboreto       | 62     |
| 33. | Richie Hearn           | 59     |
| 34. | Billy Roe              | 55     |
| 35. | Jeret Schroeder        | 37     |
| 36. | Michel Jourdain junior | 33     |

| Pl. | Fahrer                | Punkte |
| --- | --------------------- | ------ |
| 37. | Robby Gordon          | 27     |
| 38. | Brad Murphey          | 25     |
| 39. | Alessandro Zampedri   | 24     |
| 40. | Paul Durant           | 23     |
| 40. | Johnny O’Connell      | 23     |
| 42. | Lyn St. James         | 22     |
| 42. | Danny Ongais          | 22     |
| 44. | Steve Kinser          | 21     |
| 45. | Dennis Vitolo         | 20     |
| 46. | Mike Shank            | 19     |
| 47. | Dave Kudrave          | 18     |
| 48. | Juan Carlos Carbonell | 16     |
| 49. | Joe Gosek             | 14     |
| 50. | Allen May             | 13     |
| 51. | Johnny Parsons        | 7      |
| 52. | Claude Bourbonnais    | 5      |